# Nicolas Moreau (ingénieur du son)
Pour les articles homonymes, voir Nicolas Moreau et Moreau.
Nicolas Moreau est un ingénieur du son et monteur son français. Il est nommé au César du meilleur son pour les films de Pascale Ferran Bird People et Lady Chatterley, pour les films de Bertrand Bonello Saint Laurent et L'Apollonide : Souvenirs de la maison close, ainsi que En corps de Cédric Klapisch. Ce César lui revient finalement en 2018 avec Barbara de Mathieu Amalric.

## Biographie
En 1999, Nicolas Moreau est diplômé de l'École nationale supérieure Louis-Lumière.

## Filmographie

### Chef-opérateur du son
- 2006 : Faut que ça danse ! de Noémie Lvovsky
- 2009 : Les Secrets de Raja Amari
- 2011 : L'Apollonide : Souvenirs de la maison close de Bertrand Bonello
- 2011 : La Délicatesse de Stéphane et David Foenkinos
- 2014 : Saint Laurent de Bertrand Bonello
- 2016 : Personal Shopper d'Olivier Assayas
- 2016 : En moi de Laetitia Casta

### Monteur son
- 2002 : Errance de Damien Odoul
- 2005 : Bye bye blackbird de Robinson Savary
- 2006 : Lady Chatterley de Pascale Ferran
- 2007 : L'Histoire de Richard O. de Damien Odoul
- 2008 : Les Regrets de Cédric Kahn
- 2010 : L'Arbre de Julie Bertuccelli
- 2010 : Carlos d'Olivier Assayas
- 2013 : Cadences obstinées de Fanny Ardant
- 2014 : Bird People de Pascale Ferran
- 2015 : Lolo de Julie Delpy[2]
- 2017 : Barbara de Mathieu Amalric
- 2022 : En corps de Cédric Klapisch

## Distinctions

### Récompenses
- César 2018 : Meilleur son pour Barbara

### Nominations
- César 2007 : Meilleur son pour Lady Chatterley
- César 2012 : Meilleur son pour L'Apollonide : Souvenirs de la maison close
- César 2015 : Meilleur son pour Bird People et pour Saint Laurent
- César 2023 : Meilleur son pour En corps[3]